# بيتر كولينز (لاعب كرة قدم)
بيتر كولينز (بالإنجليزية: Peter Collins)‏ هو لاعب كرة قدم بريطاني، ولد في 29 نوفمبر 1948 في تشيلمسفورد في المملكة المتحدة. لعب مع توتنهام هوتسبير ونادي تشيلمسفورد.